# 대보살 고개
대보살 고개(大菩薩峠, The Sword Of Doom)는 일본에서 제작된 오카모토 기하치 감독의 1966년 액션 영화이다. 나카다이 타츠야 등이 주연으로 출연하였고 후지모토 사네즈미 등이 제작에 참여하였다.

## 출연

### 주연
- 나카다이 타츠야
- 가야마 유조

### 조연
- 아라타마 미치요
- 미후네 도시로
- 나이토 요코
- 타다오 나카마루
- 나카야 이치로
- 니시무라 코우
- 후지와라 카마타리
- 사토 케이
- 오가와 야스조
- 카가와 료스케
- 타나카 쿠니
- 사사키 타카마루
- 미야베 아키오

## 제작진
- 미술: 마츠야마 소